# Tornem a casa
Tornem a casa (títol original en alemany, Heimat ist kein Ort) és un telefilm alemany del 2015. El drama produït per a ARD està basat en el guió de Lo Malinke i Philipp Müller i dirigit per Udo Witte. La pel·lícula està ambientada a Polònia i també es va rodar allà i a Berlín. El paisatge pintoresc de l'illa de Wollin al mar Bàltic i al voltant de Szczecin va ser el teló de fons de la Prússia Oriental pròpiament dita. Marie Gruber, Jörg Schüttauf i Sönke Möhring interpreten tres germans que, després de la mort del seu pare, han de reunir-se a la terra natal si volen heretar el seu llegat. S'ha doblat al valencià per a À Punt.